# Mervia kuznetzovi
Mervia kuznetzovi är en fjärilsart som beskrevs av Daricheva 1961. Mervia kuznetzovi ingår i släktet Mervia och familjen nattflyn. Inga underarter finns listade i Catalogue of Life.